# مری سولاری
مری مگدالن سولاری (به انگلیسی: mary solari)
(زاده ۱۸۲۹–درگذشته ۱۹۲۹) یک نقاش ایتالیایی-آمریکایی بود که به دلیل آبرنگ‌های فیگور و پرتره‌اش شهرت دارد.